# Státní znak Libye
Státní znak Libye je po složitém politickém vývoji, občanské válce (2011), vojenské intervenci NATO a občanské válce (od roku 2014) dle různých zdrojů nejasný.
Uvádí se:

Libyjský znak na pasech
Pečeť vlády národní jednoty
Pečeť Dočasné národní přechodné rady (starší verze)
Pečeť Dočasné národní přechodné rady

## Historie
24. prosince 1951 bylo vyhlášeno Spojené libyjské království jako federace tří historických provincií: Kyrenaiky, Tripoliska a Fezzánu. V ústavě, přijaté 7. října 1951 byla popsána vlajka nového státu, o státním znaku se však nezmiňuje. Přesto byl zaveden a jeho podoba je známá například z tehdejších bankovek. Tvořen byl štítem (většinou tmavě červeným), lemovaným zdobenou (většinou zlatou) kartuší. Uprostřed štítu bylo lemované, černé, kruhové pole se stříbrným půlměsícem, obráceným růžky vzhůru, nad ním stříbrná, pěticípá hvězda. Pole je zvnějšku lemováno devíti menšími, pěticípými hvězdami, kromě horní části, kde byla (většinou zlatá) královská, černě podšitá koruna, zdobená dvaceti pěticípými hvězdičkami a na vrcholu zakončená opět půlměsícem a hvězdou. Na štít byla položená stejná, pouze o něco větší koruna. Jsou známy různě barevné varianty znaku, na bankovkách byl zobrazen jednobarevně, se svisle šrafovaným štítem.
25. dubna 1963 se federace Spojeného libyjského království změnila na unitární Libyjské království. Státní symboly se v této souvislosti nezměnily. 1. září 1969 vznikla po vojenském puči Libyjská arabská republika v čele s Muammarem Kaddáfím. Státní znak první republiky byl inspirován egyptským znakem a snahou o vytvoření arabské federace (kromě Libye měly být členy Egypt (v té době až do roku 1971 Sjednocená arabská republika) a Súdán). Tzv. Saladinův orel byl zlatý orel s černými letkami a ocasními pery, na jehož hruď byl položen štít ve státních barvách (červeno-bílo-černá trikolóra se svislými pruhy). Orel stál na zlaté kartuši s černým opisem názvu státu v arabském kúfickém písmu.
2. září 1971 byla ustanovena Federace arabských republik (Libye, Egypt a Sýrie) s účinností od 1. ledna 1972 a v této souvislosti i nový znak. Ten tvořil sokol, hledící heraldicky vlevo, s prázdným zlatým štítem na hrudi. Dle některých zdrojů se užívala i varianta znaku se štítem v barvách státní vlajky (červená, bílá a černá). Přes ocasní pera byly položeny dvě olivové ratolesti. V drápech držel stuhu s arabským nápisem Federace arabských republik. Pod stuhou bylo, u libyjské varianty, ohraničené pole (na obrázku ohraničení chybí), s arabským nápisem Arabská libyjská republika. Sokol byl symbolem kmene Kurajšovců. Znak byl vyobrazen i na vlajce federace.
2. března 1977 byl změněn název státu na Velká libyjská arabská lidová socialistická džamáhíríje, státní symboly zůstaly zachovány. 17. listopadu téhož roku ale egyptský prezident Anvar as-Sádát zahájil mírové jednání s Izraelem. Libyjská vláda následně přerušila s Egyptem veškeré styky a přijala usnesení o změně státních symbolů. Důvodem bylo vyvěšení egyptských vlajek při návštěvě Sádáta v Jeruzalémě, které klasifikovala jako znesvěcení své vlajky. Mimořádné zasedání parlamentu schválilo usnesení o zničení všech dosavadních libyjských symbolů na celém světě, které se uskutečnilo 19. listopadu. V tento den byly libyjskými diplomaty na celém světě veřejně páleny vlajky a na zastupitelských úřadech zavlály unikátní, monochromatické, zelené vlajky. Zároveň byl změněn státní znak. Sokol hleděl nově heraldicky vpravo, měl odlišnou kresbu ocasních per a vypuštěny byly olivové ratolesti i ohraničené pole pod stuhou. Nápis na stuze byl nahrazen jiným textem a sokol stuhu nedrží, ale stojí na ní. Štít na hrudi nesl panafrické barvy (červená, bílá a černá), někdy byl zelený. (není obrázek)
Asi v roce 1980 byl znak změněn, zobrazován byl v podobě z roku 1972, ale celý zelený, s hlavou sokola doprava, bez ohraničeného textu pod stuhou a textem na stuze Velká libyjská arabská lidová socialistická džamáhíríje. (není obrázek)

Znak Spojeného libyjského království (1951–1969)
Libyjský znak (1969–1971)
Znak Federace arabských republik (1972–1977)
Znak libyjské varianty Federace arabských republik (1972–1977), (bez ohraničení)

Asi od roku 1990 byl znak zobrazován celý zlatý, se zeleným štítem na hrudi sokola. (není obrázek) Koncem 90. let se objevila v některých publikacích varianta se zlatým sokolem s černou kresbou, hlavou heraldicky vlevo a štítem a olivovými větévkami zelenými. Stuha byla stříbrná s černým nápisem. Jakým, není známo. Existovaly i různě barevné varianty. (není obrázek)
Od 13. ledna 2011 začaly v Libyi protesty, které přerostly v povstání, 27. února 2011 vznikla Národní libyjská rada (také Dočasná národní přechodná rada), název země byl změněn na Libyjská republika.